# Тупадли (Мазовецьке воєводство)
Тупадли (пол. Tupadły) — село в Польщі, у гміні Дробін Плоцького повіту Мазовецького воєводства.
Населення — 118 осіб (2011).
У 1975-1998 роках село належало до Плоцького воєводства.

## Демографія
Демографічна структура станом на 31 березня 2011 року:
|          | Загалом | Допрацездатний вік | Працездатний вік | Постпрацездатний вік |
| -------- | ------- | ------------------ | ---------------- | -------------------- |
| Чоловіки | 58      | 8                  | 41               | 9                    |
| Жінки    | 60      | 14                 | 29               | 17                   |
| Разом    | 118     | 22                 | 70               | 26                   |